# Пермский моторный завод
«ОДК-Пермские моторы» — российская машиностроительная компания , производит газотурбинные авиадвигатели для гражданской авиации, промышленных газотурбинных установок для электростанций и транспортировки газа. Основное производство расположено в городе Пермь.
С 2008 года АО «ОДК-Пермские моторы» входит в состав Объединённой двигателестроительной корпорации (ОДК).

## История
Строительство завода началось в 1931 году. Днём рождения завода считается 1 июня 1934 года, когда был собран и испытан первый авиационный двигатель М-25, который создавался по лицензии на базе мотора воздушного охлаждения «Циклон» американской фирмы «Кертис-райт».
Уже в январе 1935 года рабочие Пермского моторного завода начали серийный выпуск мотора М-25, а в конце 30-х годов начали выпускать отечественные двигатели разработки известного конструктора Аркадия Швецова. Эти двигатели: М-62, М-63, М-62ИР (позднее им были присвоены индексы АШ) — стали сердцами советских истребителей И-16, И-153, Ла-5, Ла-7, Ту-2 и других.
В первые месяцы Великой Отечественной войны на территории завода разместили 6 эвакуированных предприятий. Наращивая выпуск моторов, рабочие завода многократно превысили плановые задания и за годы войны выпустили для фронта более 30.000 моторов.
Вторая половина XX века стала эпохой создания реактивных двигателей. Газотурбинной тематикой занялись в Перми в 1953 году, когда опытно-конструкторское бюро возглавил Павел Александрович Соловьёв. Пермские реактивные двигатели приобрели славу самых надёжных и экономичных в стране. Уже в 80-е годы более 60 % всех пассажирских и транспортных перевозок в Советском Союзе осуществлялось на самолётах с пермскими двигателями. В 1970 и 1984 годах работа пермских моторостроителей была отмечена орденами Ленина и Октябрьской Революции.
В 50-е годы на заводе было организовано два новых производства. В 1951 году пермские моторостроители начали выпуск вертолётных редукторов, а в 1958 году — жидкостных ракетных двигателей. Именно пермские моторостроители в 1965 году начали выпуск редуктора ВР-8А для самого массового вертолёта Ми-8. А в 1964 году пермяками был освоен жидкостный ракетный двигатель для 1 ступени РН «Протон».
В 1982 г. на Пермском моторном заводе началось освоение двигателя четвёртого поколения ПС-90А для магистральных самолётов Ту-204 и Ил-96-300. С 1992 года на предприятии стали развивать новое направление деятельности — создание и серийное производство газотурбинных установок промышленного назначения.

Юрий Евгеньевич Решетников, в 1989 году возглавил пермское конструкторское бюро «Авиадвигатель»; 1998—2003 годы — генеральный директор ОАО «Пермский моторный завод»; 2007—2009 годы — директор УК «Пермский моторостроительный комплекс»:
В 90-е годы мы были вынуждены искать для предприятий пермского комплекса работу, поскольку поняли, что на чисто авиационных заказах (которых стало тогда в разы меньше) не прожить. И мы решили обратиться к промышленной тематике. Неоценимую помощь нам тогда оказало руководство «Пермтрансгаза». Начали мы очень активно: быстро прошли этап разработки, двигатель «на бумаге» сложился, мы показали его представителям «Газпрома», им разработанная модель понравилась, договорились о сотрудничестве. Ровно через год я пригласил представителей руководства «Газпрома» на одну из станций «Пермтрансгаза» и показал наш работающий двигатель. И этот двигатель качал газ! Удивлению не было предела. Они такой скорости создания машины — год! — просто не могли предположить.
— .
Самолёты Ил-96-300, Ил-96-400Т, Ил-76, Ту-204/214 с двигателями ПС-90А эксплуатируют в большом числе авиакомпаний. Кроме того, самолёты Ту-204/214 и Ил-96-300 с пермскими двигателями ПС-90А составляют основу лётного парка специального лётного отряда «Россия», обслуживающего первых лиц государства.
С 2009 года Пермский моторный завод является основным участником проекта по созданию семейства двигателей нового поколения на базе унифицированного газогенератора. Проект осуществляют в объединённой двигателестроительной корпорации с участием двигателестроительных компаний России: ОАО «УМПО», ОАО «НПО „Сатурн“», ФГУП "ММПП "Салют«», ОАО «НПП „Мотор“» и др. Головной разработчик проекта — пермское конструкторское бюро АО «ОДК-Авиадвигатель». Головное предприятие серийного производства, сборки и испытаний — Пермский моторный завод. Сейчас ведут работы по созданию базового двигателя ПД-14 с тягой 14.000 кгс (этот двигатель — для установки на новый отечественный самолёт МС-21), а также двигателя сверхбольшой тяги ПД-35, предназначаемый для установки на перспективные широкофюзеляжные самолёты.
На рынке промышленных газотурбинных установок коллектив ОАО «Пермский моторный завод» является одним из ведущих «игроков». Надёжность пермских ГТУ, накопленный опыт в их обслуживании позволили руководству ОАО «Пермский моторный завод» стать основным поставщиком газотурбинных установок для функционирования на компрессорных станциях, обеспечивающих транспортировку газа на перспективных газопроводах «Северный поток», «Бованенково-Ухта», «Сахалин-Хабаровск-Владивосток», «Сила Сибири».
Для проведения оценки активов компании и проведения аудита руководство «ОДК-Пермские моторы» привлекает независимые аудиторские и консалтинговые компании. В 2017 году аудитором компании было утверждено ООО «Некисиа Пачоли» (консалтинговая и аудиторская компания, входящая в десятку крупнейших аудиторских компаний России).
С 2022 года, из-за вторжения России на Украину, Пермский моторный завод находится под санкциями всех стран Евросоюза.

## Названия завода в разные годы
- Юридически ОАО «Пермский моторный завод» не является правопреемником каких-либо компаний и был организован как новое юридическое лицо в 1997 году. Правопреемником его называют из-за нахождения на той же площадке, что и более ранние заводы, а также из-за престижного статуса[12].

Завод № 19 — название присвоено приказом руководства всесоюзного объединения авиационной промышленности (ВАО) Наркомвоенмора от 4 января 1930 года № 5.
Завод № 19 имени И. В. Сталина — название присвоено приказом от 28 декабря 1935 года № 353.
Пермский моторостроительный завод им. Я. М. Свердлова — название присвоено постановлением Пермского совнархоза от 25 января 1962 года № 59 и на основании постановления Совета министров РСФСР от 18 января 1962 года № 52-6. Закрытое название — завод «п/я № 211».
Пермское производственное объединение «Моторостроитель» им. Я. М. Свердлова — название присвоено приказом министра авиационной промышленности от 10 апреля 1979 года № 150. Условное наименование — предприятие «п/я А-3985» (отменено в 1989 году).
Пермское государственное предприятие «Моторостроитель» — название присвоено приказом министра промышленности РСФСР от 27 декабря 1991 года № 12.
Акционерное общество открытого типа «Пермские моторы» — название присвоено постановлением министра промышленности РСФСР от 16 октября 1992 года № 317; администрацией Свердловского района Перми зарегистрирован устав.
Открытое акционерное общество «Пермские моторы» — название присвоено 27 апреля 1996 года на собрании акционеров.
Открытое акционерное общество «Пермский моторный завод» — название зарегистрировано в государственной регистрационной палате при министерстве экономики РФ 27 ноября 1997 года.
Акционерное общество «ОДК-Пермские моторы» — название зарегистрировано в Едином государственном реестре юридических лиц ФНС России 4 февраля 2016 года.

## Продукция. Авиационные двигатели
Историю пермского моторостроения условно можно разбить на два больших этапа — время поршневых моторов А. Д. Швецова и «реактивную эру» П. А. Соловьева.

### Поршневые двигатели
«АШ» — марка авиационных двигателей, разработанных в пермском конструкторском бюро ОКБ-19 под руководством Аркадия Дмитриевича Швецова. До 1944 года они имели обозначение «М», позднее в честь конструктора — «АШ».
Все двигатели «АШ» — двигатели воздушного охлаждения.
| Год создания мотора | Марка мотора | Самолёт / вертолёт                                                      |
| ------------------- | ------------ | ----------------------------------------------------------------------- |
| 1936                | M-25         | истребитель И-15                                                        |
| 1937                | M-25B        | истребитель И-16                                                        |
| 1937                | M-62         | истребитель И-153                                                       |
| 1938                | АШ-62ИР      | самолёты Ли-2, Ан-2                                                     |
| 1939                | M-63         | истребитель И-16                                                        |
| 1941                | АШ-82        | истребитель Ла-5, бомбардировщики Су-2 (Су-4)                           |
| 1942                | АШ-82Ф       | истребитель Ла-5, бомбардировщик Ту-2                                   |
| 1943                | АШ-82ФН      | истребители Ла-5, Ла-7, бомбардировщик Ту-2, пассажирский самолёт Ил-12 |
| 1947                | АШ-73ТК      | бомбардировщик Ту-4, летающая лодка Бе-6                                |
| 1951                | АШ-82T       | пассажирский самолёт Ил-14                                              |
| 1952                | АШ-82B       | вертолёты Ми-4 (Harbin Z-5), Як-24                                      |

### Турбореактивные двигатели
Пермское ОКБ Павел Соловьёв возглавил в 1953 году. Под его руководством пермские моторостроители создали двигатели, каждый из которых можно охарактеризовать словами «первый в стране», «лучший советский в своём классе». Заслуги Павла Соловьёва признали ещё при жизни: в честь него двигатель Д-90А переименовали в ПС-90А.
| Год создания | Тип двигателя      | Самолёт / вертолёт              |
| ------------ | ------------------ | ------------------------------- |
| 1957         | АИ-20              | Ил-18, Ан-10, Ан-12             |
| 1959         | Д-25В              | вертолёты Ми-6, Ми-10, Ми-10К   |
| 1960         | Д-20П              | Ту-124                          |
| 1965         | Д-25ВФ             | вертолёт В-12                   |
| 1967         | Д-30               | Ту-134                          |
| 1969         | Д-30 второй серии  | Ту-134А, Ту-134Б, Ту-134АК      |
| 1971         | Д-30КУ             | Ил-62М                          |
| 1972         | Д-30КП             | Ил-76, Ил-78, А-50              |
| 1976         | Д-30КП-Л           | Ил-76К                          |
| 1978         | Д-30Ф6             | МиГ-31                          |
| 1980         | Д-30 третьей серии | Ту-134А-3, Ту-134Б-3, Ту-134УБЛ |
| 1983         | Д-30КУ-154         | Ту-154М                         |

### Семейство двигателей ПС-90
ПС-90А — двухконтурный турбовентиляторный двигатель, устанавливают на самолёты Ил-96, Ту-204, Ту-214.
ПС-90А-76 — модифицированный двигатель ПС-90А, устанавливают на второе поколение семейства самолётов Ил-76.
ПС-90А1 — модификация двигателя ПС-90А с увеличенной тягой, используют на грузовых дальнемагистральных самолётах Ил-96-400Т.
ПС-90А2 — усовершенствованный вариант двигателя ПС-90А. Стоимость жизненного цикла снижена на 35-37 %, отличается повышенной надёжностью по сравнению с базовым ПС-90А, устанавливают на самолёты Ту-204СМ.

## Директора завода
| Фамилия, инициалы | Период работы в должности директора |
| ----------------- | ----------------------------------- |
| Чубуков П. И.     | 7.07.1930 г. — 11.05.1934 г.        |
| Побережский И. И. | 11.05.1934 г. — 5.03.1938 г.        |
| Дубов В. М.       | 5.03.1938 г. — 20.02.1940 г.        |
| Кожевников Г. В.  | 20.02.1940 г. — 17.05.1942 г.       |
| Солдатов А. Г.    | 17.05.1942 г. — 16.04.1953 г.       |
| Рюмин А. А.       | 25.04.1953 г. — 11.02.1954 г.       |
| Смирнов А. Д.     | 1.06.1954 г. — 17.09.1955 г.        |
| Субботин М. И.    | 20.01.1956 г. — 19.02.1973 г.       |
| Изгагин Б. Г.     | 19.02.1973 г. — 1.09.1986 г.        |
| Черкашин Э. И.    | 1.09.1986 г. — 28.07.1994 г.        |
| Киндеркнехт В. В. | 28.07.1994 г. — 3.06.1997 г.        |
| Пантелеев М. Ю.   | 22.12.1997 г. — 18.09.1998 г.       |
| Исаченко В. А.    | 18.09.1998 г. — 28.10.1998 г.       |
| Решетников Ю. Е.  | 28.10.1998 г. — 28.11.2003 г.       |
| Дическул М. Д.    | 29.10.2003 г. — 29.08.2004 г.       |
| Смолин С. Ю.      | 30.08.2004 г. — 23.10.2007 г.       |
| Дическул М. Д.    | 24.10.2007 г. — 24.04.2011 г.       |
| Михалёв А. Б.     | 25.04.2011 г. — 31.01.2013 г.       |
| Попов С. В.       | 1.02.2013 г. — ноябрь 2020 г.       |
| Харин С. А.       | С 2021 г.                           |